# کولونگا وولانگسکا
کولونگا وولانگسکا (به لهستانی:  Kolonia Wolańska) یک روستا در لهستان است که در گمینا مینزژتس پودلاسکی واقع شده‌است.